# Lazar Stanišić
Lazar Stanišić (Szabács, 1984. július 5. –) szerb labdarúgóhátvéd.

## Sikerei, díjai
Győri ETO
- Magyar bajnoki bronzérmes: 2009-2010
  - Magyar bajnok: 2012/2013

## Külső hivatkozások
- Hlsz.hu profil
- worldfootball.net profil (angolul)